# Xerotus atrovirens
Xerotus atrovirens är en svampart som beskrevs av Massee 1899. Xerotus atrovirens ingår i släktet Xerotus och familjen Polyporaceae.   Inga underarter finns listade i Catalogue of Life.